# Izaskun Landaida
Izaskun Landaida Larizgoitia (Miravalles, 1969) fue directora de Emakunde-Instituto Vasco de la Mujer durante tres legislaturas, de 2013 hasta 2022. 

## Biografía
Grado de Recursos Humanos y Relaciones laborales en la UNIR, Universidad Internacional de la Rioja ,  Diplomada  Graduado Social en la Universidad del País Vasco,  Máster de Agente de Igualdad en la Universidad de Valencia y Programa Experto en Dirección General (PDG) en la  Universidad de Deusto. Deusto Business School. 
Inició su trayectoria profesional en 1993 con trabajos administrativos en pequeñas y medianas empresas. En 1995 comenzó su labor en la administración pública como concejala de igualdad y acción social, además de tenienta de alcaldía de Miravalles hasta 2007, compaginándolo con su trabajo en la empresa privada.
Entre 2001 y 2007 desarrolló labores técnicas de elaboración, desarrollo y coordinación de proyectos con mujeres rurales y diversas entidades relacionadas con la igualdad y el ámbito rural en la Asociación de Mujeres y Familias de Ámbito Rural LANDA XXI.
En 2007 fue elegida alcaldesa de Miravalles, convirtiéndose en la primera mujer alcaldesa de su municipio. Y fue reelegida para la legislatura 2011-2015. Durante ese mismo periodo fue integrante del Observatorio de Violencia de Género de la Diputación Foral de Bizkaia e integrante de la ejecutiva de EUDEL, Asociación de Municipios Vascos y responsable política del área de igualdad, por lo que ha participado, entre otros foros, en el Consejo de Dirección de Emakunde, en la Comisión de Seguimiento del II Acuerdo Interinstitucional o en el Observatorio de Violencia de Género de Bizkaia.
En 2013 comenzó como directora de Emakunde-Instituto Vasco de la Mujer junto con Ana Alberdi Zubia como secretaria general, en sustitución de María Silvestre Cabrera y Arantza Elizondo Lopetegi.
En 2015, junto con el director de Gobierno Abierto, Luis Petrikorena, dentro del marco del Foro Mundial del Servicio Público de Naciones Unidas celebrado en Medellín (Colombia) en 2015 recogió el Primer Premio al Servicio Público, otorgado por la ONU, en la categoría que distingue la promoción de la perspectiva de género por haber demostrado la excelencia en la implementación de la Ley Vasca para la Igualdad de Mujeres y Hombres.
En 2018 Landaida junto con una representación de Emakunde-Instituto Vasco de la Mujer participó en la IV Cumbre Iberoamericana de Agendas Locales de Género, en la ciudad ecuatoriana de Cuenca. En esta cumbre explicó la experiencia vasca en cuanto a acciones y políticas puestas en marcha para la incorporación de la perspectiva de género en las instituciones públicas del País Vasco y avanzar así en el empoderamiento de las mujeres.
En 2019 junto con una representación de Emakunde-Instituto Vasco de la Mujer y EUDEL-Asociación de Municipios Vascos acompañadas por representantes de la Agencia Vasca de Cooperación Internacional al desarrollo participaron en un intercambio de experiencias en igualdad y erradicación de la violencia en el ámbito municipal en El Salvador.
En 2021 junto con Beatriz Artolazabal, consejera de Igualdad, Justicia y Políticas Sociales del Gobierno Vasco inauguró el encuentro Generation Equility. Esta iniciativa ha sido diseñada por ONU Mujeres para celebrar el 25 aniversario de la IV Conferencia Mundial de las Mujeres de Beijing, e impulsada por Emakunde. El objetivo es acelerar el compromiso de la sociedad vasca con la igualdad de cara a lograr un Pacto de País a favor de la igualdad y por una sociedad libre de violencia contra las mujeres.
En 2022 compareció en el Parlamento Vasco para realizar sus aportaciones en relación con el proyecto de ley de modificación de la Ley para la Igualdad. En dicha comparecencia afirmó que la modificación de la ley de igualdad  es una de las leyes más importantes de la legislatura dado que es una herramienta estratégica para reforzar las políticas de igualdad.
El 4 de octubre de 2022 fue cesada por el Gobierno Vasco como directora de Emakunde y sustituida por la guipuzcoana Miren Elgarresta hasta ese momento directora general para Mujeres y Hombres de la Diputación de Guipúzcoa.